# Abdessalam Mohammad Hussein
Abdessalam Mohammad Hussein (mort en 1949) est un égyptologue égyptien qui fut le premier à étudier scientifiquement la pyramide rhomboïdale.
Sa fin prématurée vit l'interruption soudaine des recherches et la disparition des notes relatives à ces recherches.